# Fynsværk
Lyrikforeningen Fynsværk udsprang af ArLitt Fyn, en gruppering af lyrikere, som i Fynsområdet arbejdede med politisk digtning. 1993 besluttede et flertal at blive apolitiske og dannede Lyrikforening Fynsværk. Hovedparten af foreningens 15 digtere (2017) er udgivne.

## Formål
Foreningens medlemmer bruger hinanden til sparring om digte og udgivelsespraksis. Foreningen er åben for digtere og forfattere med tilknytning til Fyn. 

## Udgivelser
Gruppen har 2017 udgivet 6 antologier: 
- Den sorte Kasse (1993)
- Lyrik i Fyns amt (1994)
- I disse sider (1995)
- Understrømme (1997)
- Døre på klem (2006)
- Trafik fra en undren (2015).